# Ronde van Polen 2001
De Ronde van Polen 2001 (Pools: Wyścig Dookoła Polski 2001) werd verreden van maandag 3 september tot en met zondag 9 september in Polen. Het was de 58ste editie van de rittenkoers, die in 2005 deel ging uitmaken van de UCI Europe Tour (categorie 2.1). De ronde telde acht etappes, en werd afgesloten met een individuele tijdrit over 19 kilometer. Titelverdediger was de Pool Piotr Przydział, die ditmaal eindigde als derde in het algemeen eindklassement. Van de 159 gestarte renners kwamen in totaal 65 renners over de eindstreep in Karpacz.

## Startlijst
CCC Mat
- 1.  Piotr Przydział
- 2.  Marcin Gębka
- 3.  Tomasz Kłoczko
- 4.  Cezary Zamana
- 5.  Jarosław Rębiewski
- 6.  Radosław Romanik
- 7.  Felice Puttini
- 8.  Ondřej Sosenka

Fassa Bortolo
- 9.  Fabio Baldato
- 10.  Leonardo Giordani
- 11.  Volodymyr Hoestov
- 12.  Sergej Ivanov
- 13.  Kim Kirchen
- 14.  Alessandro Petacchi
- 15.  Raimondas Rumšas
- 16.  Nicola Loda

Mapei-Quick Step
- 17.  Gian Paolo Cheula
- 18.  Tom Steels
- 19.  Rinaldo Nocentini
- 20.  Bart Leysen
- 21.  Antonio Rizzi
- 22.  Andrea Tafi
- 23.  David Tani
- 24.  Stefano Zanini

Lotto-Adecco
- 25.  Serge Baguet
- 26.  Christophe Brandt
- 27.  Hans De Clercq
- 28.  Thierry Marichal
- 29.  Kurt Van De Wouwer
- 30.  Andrei Tchmil
- 31.  Kurt Van Lancker
- 32.  Stive Vermaut

Lampre-Daikin
- 33.  Zbigniew Spruch
- 34.  Marco Della Vedova
- 35.  Raivis Belohvoščiks
- 36.  Rubens Bertogliati
- 37.  Matteo Frutti
- 38.  Gabriele Missaglia
- 39.  Marco Pinotti
- 40.  Ján Svorada

Domo-Farm Frites
- 41.  Romāns Vainšteins
- 42.  Mario De Clercq
- 43.  Marco Milesi
- 44.  Enrico Cassani
- 45.  Fred Rodriguez
- 46.  Bram Tankink
- 47.  Karel Vereecke
- 48.  Piotr Wadecki

Crédit Agricole
- 49.  Magnus Bäckstedt
- 50.  Fabrice Gougot
- 51.  Thor Hushovd
- 52.  Anthony Langella
- 53.  Stuart O'Grady
- 54.  Frédéric Bessy
- 55.  Jens Voigt
- 56.  Cédric Leblacher

Tacconi Sport-Vini Caldirola
- 57.  Sylwester Szmyd
- 58.  Massimo Apollonio
- 59.  Diego Ferrari
- 60.  Dmirti Gaynitdinov
- 61.  Pietro Zucconi
- 62.  Nicola Minali
- 63.  Nicola Chesini
- 64.  Zoran Klemenčič

Alessio Cerchi
- 65.  Alessandro Bertolini
- 66.  Pietro Caucchioli
- 67.  Raffaele Ferrara
- 68.  Andrea Ferrigato
- 69.  Angelo Furlan
- 70.  Mauro Zanetti
- 71.  Paolo Valoti
- 72. —

Ag2R Prévoyance
- 73.  Jaan Kirsipuu
- 74.  Lauri Aus
- 75.  Linas Balčiūnas
- 76.  Aleksandr Botsjarov
- 77.  Nicolas Inaudi
- 78.  Stéphane Couge
- 79.  Thierry Loder
- 80.  Innar Mändoja

Cantina Tollo Acqua & Sapone
- 81.  Claudio Astolei
- 82.  Gabriele Colombo
- 83.  Federico Colonna
- 84.  Federico Giabbecucci
- 85.  Ruggero Marzoli
- 86.  Emanuele Negrini
- 87.  Crisian Pepoli
- 88.  Sergej Jakovlev

Alexia Alluminio
- 89.  Dario Andriotto
- 90.  Giacomo Battistel
- 91.  Daniele Galli
- 92.  Ivan Quaranta
- 93.  Antonio Salomone (wielrenner)
- 94.  Corrado Serina
- 95.  Marco Villa
- 96.  Mauro Zinetti

Mróz Supradyn Witaminy
- 97.  Piotr Chmielewski
- 98.  Remigius Lupeikis
- 99.  Paweł Niedźwiecki
- 100.  Zbigniew Piątek
- 101.  Kazimierz Stafiej
- 102.  Raimondas Vilcynskas
- 103.  Eugen Wacker
- 104.  Bohdan Bondarjev

Mobilvetta Formaggi Trentini
- 105.  Massimo Strazzer
- 106.  Domenico Gualdi
- 107.  Serges Lelekin
- 108.  Raffaele Bosi
- 109.  Moreno Di Biase
- 110.  Graziano Recinella
- 111.  Rodolfo Massi
- 112.  Guido Trombetta

Itera-Lokosphinx
- 113.  Vladislav Borisov
- 114.  Aleksej Markov
- 115.  Denis Smyslov
- 116.  Vladimir Karpets
- 117.  Sergej Klimov
- 118.  Pavel Broett
- 119.  Aleksandr Serov
- 120.  Kanstantsin Siwtsow

Atlas-Lukullus
- 121.  Jacek Mickiewicz
- 122.  Igor Bonciucov
- 123.  Wojciech Pawlak
- 124.  Robert Radosz
- 125.  Sławomir Chrzanowski
- 126.  Marcin Sapa
- 127.  Martin Prázdnovský
- 128.  Jaroslaw Rysewski

Mikomax Browar Staropolski
- 129.  Oleksandr Klymenko
- 130.  Oleksiy Nakaznyi
- 131.  Sergiej Sawieliew
- 132.  Krzysztof Jeżowski
- 133.  Tomasz Kiendyś
- 134.  Dariusz Kapidura
- 135.  Tomasz Blaszczyk
- 136.  Grzegorz Gronkiewicz

Polen U23
- 137.  Piotr Mazur
- 138.  Tomasz Lesniak
- 139.  Daniel Okrucinski
- 140.  Pawel Sendal
- 141.  Łukasz Podolski
- 142.  Jarosław Zarębski
- 143.  Pawel Zugaj
- 144.  Jacek Walczak

Servisco
- 145.  Grzegorz Rosoliński
- 146.  Krzysztof Ciesielski
- 147.  Rafal Kazmierczak
- 148.  Paweł Szaniawski
- 149.  Daniel Czajkowski
- 150.  Wiktor Ulanowski
- 151.  Marek Kaminski
- 152.  Domenique Perras

Legia Bazyliszek
- 153.  Kacper Sowinski
- 154.  Grzegorz Żołędziowski
- 155.  Marek Blazej
- 156.  Hubert Nowak
- 157.  Jaroslaw Welniak
- 158.  Sebastian Skiba
- 159.  Mariusz Kaminski
- 160.  Robert Koj

## Etappe-uitslagen

### 1e etappe
| Gdańsk – Sopot (178 km) |                      |                        |          |
| Plaats                  | Naam                 | Ploeg                  | Tijd     |
| Winnaar                 | Jaan Kirsipuu        | Ag2r Prévoyance        | 3u58'30" |
| 2                       | Dario Andriotto      | Alexia Aluminio        | z.t.     |
| 3                       | Raimondas Vilcynskas | Mróz Supradyn Witaminy | z.t.     |

### 2e etappe
| Gdynia – Koszalin (246.5 km) |                     |                 |          |
| Plaats                       | Naam                | Ploeg           | Tijd     |
| Winnaar                      | Angelo Furlan       | Alessio         | 6u01'07" |
| 2                            | Jaan Kirsipuu       | Ag2r Prévoyance | z.t.     |
| 3                            | Alessandro Petacchi | Fassa Bortolo   | z.t.     |

### 3e etappe
| Kołobrzeg – Szczecin (178 km) |                      |                            |          |
| Plaats                        | Naam                 | Ploeg                      | Tijd     |
| Winnaar                       | Bohdan Bondarjev     | Mróz Supradyn Witaminy     | 3u53'27" |
| 2                             | Grzegorz Gronkiewicz | Mikomax Browar Staropolski | z.t.     |
| 3                             | Nicola Minali        | Tacconi Sport              | z.t.     |

### 4e etappe
| Stargard Szczeciński – Zielona Góra (256 km) |                     |                 |          |
| Plaats                                       | Naam                | Ploeg           | Tijd     |
| Winnaar                                      | Alessandro Petacchi | Fassa Bortolo   | 6u12'47" |
| 2                                            | Aleksej Markov      | Itera           | +00' 15" |
| 3                                            | Jaan Kirsipuu       | Ag2r Prévoyance | z.t.     |

### 5e etappe
| Kożuchów – Szklarska Poręba (160.5 km) |                   |                        |          |
| Plaats                                 | Naam              | Ploeg                  | Tijd     |
| Winnaar                                | Piotr Chmielewski | Mróz Supradyn Witaminy | 4u01'41" |
| 2                                      | Jens Voigt        | Crédit Agricole        | +00' 03" |
| 3                                      | Serge Baguet      | Lotto-Adecco           | z.t.     |

### 6e etappe
| Piechowice – Karpacz (150 km) |                 |                 |          |
| Plaats                        | Naam            | Ploeg           | Tijd     |
| Winnaar                       | Jens Voigt      | Crédit Agricole | 3u31'48" |
| 2                             | Ondřej Sosenka  | CCC-Mat         | +00' 04" |
| 3                             | Piotr Przydział | CCC-Mat         | +00' 19" |

### 7e etappe
| Jelenia Góra – Karpacz (61 km) |                   |               |          |
| Plaats                         | Naam              | Ploeg         | Tijd     |
| Winnaar                        | Vladislav Borisov | Itera         | 1u44'12" |
| 2                              | Serge Baguet      | Lotto-Adecco  | +00' 18" |
| 3                              | Kim Kirchen       | Fassa Bortolo | +00' 20" |

### 8e etappe
| Jelenia Góra – Karpacz (individuele tijdrit over 19 km) |                      |                 |          |
| Plaats                                                  | Naam                 | Ploeg           | Tijd     |
| Winnaar                                                 | Ondřej Sosenka       | CCC-Mat         | 0h31'32" |
| 2                                                       | Jens Voigt           | Crédit Agricole | +00' 46" |
| 3                                                       | Krzysztof Ciesielski | Servisco        | +01' 35" |

## Eindklassementen
| Plaats    | Naam              | Ploeg                  | Tijd      |
| --------- | ----------------- | ---------------------- | --------- |
| Gele trui | Ondřej Sosenka    | CCC-Mat                | 29u56'58" |
| 2         | Jens Voigt        | Crédit Agricole        | +00' 28"  |
| 3         | Piotr Przydział   | CCC-Mat                | +01' 59"  |
| 4         | Kim Kirchen       | Fassa Bortolo          | +04' 34"  |
| 5         | Romāns Vainšteins | Domo-Farm Frites       | +05' 27"  |
| 6         | Sylwester Szmyd   | Tacconi Sport          | +06' 03"  |
| 7         | Zbigniew Piątek   | Mróz Supradyn Witaminy | +06' 38"  |
| 8         | Vladimir Karpets  | Itera                  | +06' 58"  |
| 9         | Serge Baguet      | Lotto-Adecco           | +09' 19"  |
| 10        | Volodymyr Hoestov | Fassa Bortolo          | +10' 06"  |
|           |                   |                        |           |
| 32        | Bram Tankink      | Domo-Farm Frites       | +34' 01"  |

| Plaats      | Naam           | Ploeg           | Punten |
| ----------- | -------------- | --------------- | ------ |
| Groene trui | Jens Voigt     | Crédit Agricole | 73     |
| 2           | Ondřej Sosenka | CCC-Mat         | 64     |
| 3           | Kim Kirchen    | Fassa Bortolo   | 62     |

| Plaats      | Naam              | Ploeg                  | Punten |
| ----------- | ----------------- | ---------------------- | ------ |
| Paarse trui | Ruggero Marzoli   | Cantina Tollo          | 33     |
| 2           | Kazimierz Stafiej | Mróz Supradyn Witaminy | 28     |
| 3           | Piotr Przydział   | CCC-Mat                | 26     |

| Plaats    | Naam              | Ploeg                  | Punten |
| --------- | ----------------- | ---------------------- | ------ |
| Rode trui | Kazimierz Stafiej | Mróz Supradyn Witaminy | 37     |
| 2         | Ruggero Marzoli   | Cantina Tollo          | 35     |
| 3         | Piotr Przydział   | CCC-Mat                | 33     |

| Plaats    | Naam              | Ploeg                  | Punten |
| --------- | ----------------- | ---------------------- | ------ |
| Roze trui | Marcin Gębka      | CCC-Mat                | 21     |
| 2         | Kazimierz Stafiej | Mróz Supradyn Witaminy | 9      |
| 3         | Jens Voigt        | Crédit Agricole        | 7      |

Mannen: 1928 · 
1929 · 
1930-1932 · 
1933 · 
1934-1936 · 
1937 · 
1938 · 
1939 · 
1940-1946 · 
1947 · 
1948 · 
1949 · 
1950-1951 · 
1952 · 
1953 · 
1954 · 
1955 · 
1956 · 
1957 · 
1958 · 
1959 · 
1960 · 
1961 · 
1962 · 
1963 · 
1964 · 
1965 · 
1966 · 
1967 · 
1968 · 
1969 · 
1970 · 
1971 · 
1972 · 
1973 · 
1974 · 
1975 · 
1976 · 
1977 · 
1978 · 
1979 · 
1980 · 
1981 · 
1982 · 
1983 · 
1984 · 
1985 · 
1986 · 
1987 · 
1988 · 
1989 · 
1990 · 
1991 · 
1992 · 
1993 · 
1994 · 
1995 · 
1996 · 
1997 · 
1998 · 
1999 · 
2000 · 
2001 · 
2002 · 
2003 · 
2004 · 
2005 · 
2006 · 
2007 · 
2008 · 
2009 ·
2010 ·
2011 ·
2012 ·
2013 ·
2014 ·
2015 ·
2016 ·
2017 ·
2018 ·
2019 ·
2020 · 2021 · 2022 · 2023 · 2024
Vrouwen: 1998 · 1999 · 2000 · 2001 · 2002 · 2003 · 2004 · 2005 · 2006 · 2007 · 2008 · 2009-2015 · 2016 · 2017-2023 · 2024 · 2025